# ۸۲۰ (خورشیدی)
۸۲۰ هشتصد و بیستمین سال هجری خورشیدی است.